# マーフィの戦い
『マーフィの戦い』（原題：Murphy's War）は、1971年に公開されたイギリス映画。ピーター・イェーツ監督、ピーター・オトゥール主演。マックス・カットーによる同名小説が原作となっている。撮影の際にベネズエラ海軍が協力してくれることになったため、原作の舞台だった中央アフリカ共和国が南米へと変更された。

## ストーリー
第二次世界大戦末期、整備兵のマーフィたちが乗るイギリス商船マウント・カイル号が南米を航行しているとき、ドイツのUボートに襲撃され乗組員が殺される。
生き残ったマーフィは、ルイ・ブレザンたちに発見され村の医師ヘイドンに手当てをしてもらう。その後、マーフィの上官であるエリス中尉が救助され、彼から哨戒機のグラマンJ2Fダックがあることを聞いたマーフィはルイと共に探しに行く。しかしその頃、ドイツ軍が村に上陸しUボート艦長のラウクスがエリス中尉を射殺する。マーフィはUボートを見つけるため、J2Fを修理する。
しかし、間もなく、ドイツとの戦争は終結してしまう（1945年5月7日）。だが、マ－フィはUボートに対する復讐を諦めていなかった。河川に潜むUボートに対して、終戦にも関わらず孤軍奮闘するマーフィに、復讐鬼と化した姿を見たルイは呆れて彼を見捨てる。そして遂に対決の時は訪れたものの、それが敵との相討ちという、マーフィの悲劇に繋がって行く。

## キャスト
| 役名           | 俳優                 | 日本語吹替                        |
| 役名           | 俳優                 | TBS版                             |
| -------------- | -------------------- | --------------------------------- |
| マーフィー     | ピーター・オトゥール | 高津住男                          |
| ヘイドン       | シアン・フィリップス | 三木弘子                          |
| ルイ・ブレザン | フィリップ・ノワレ   | 桑山正一                          |
| ラウクス艦長   | ホルスト・ヤンセン   | 江角英明                          |
| エリス中尉     | ジョン・ハラム       | 平林尚三                          |
| 不明 その他    |                      | 宮下勝 加藤友明 梅田信一 谷口節   |
|                |                      |                                   |
| 演出           | 演出                 | 鳥海俊材                          |
| 翻訳           | 翻訳                 | 栗山康子                          |
| 効果           |                      |                                   |
| 調整           |                      |                                   |
| 制作           | 制作                 | 有村放送プロモーション            |
| 解説           | 解説                 | 荻昌弘                            |
| 初回放送       | 初回放送             | 1974年4月1日 『月曜ロードショー』 |

※日本語吹替はHDリマスター版DVD収録

## スタッフ
- 監督：ピーター・イェーツ
- 製作：マイケル・ディーリー
- 脚本：スターリング・シリファント
- 原作：マックス・カットー
- 撮影：ダグラス・スローカム
- テーマ音楽：ジョン・バリー
- 音楽：ケン・ソーン
- 編集：ジョン・グレン、フランク・P・ケラー

## 製作
撮影は主にベネズエラのオリノコ川とイギリスのパインウッド・スタジオ (Pinewood Studios) で行われたが、冒頭のマウント・カイル号が襲撃されるシーンのみ地中海のマルタ島で撮影され、オトゥールがスタントなしで演じた。
Uボートとして登場する潜水艦は、アメリカ合衆国が建造したバラオ級潜水艦のタイルフィッシュをベネズエラ政府が買い取り、カリテと改名した船体が使用された。Uボートに見せるため、カリテにはシガレット・デッキが取り付けられ、ダズル迷彩も施された。また、劇中に登場する哨戒機のグラマンJ2Fダックは、ハリウッドのスタント・パイロットであるフランク・トールマン (Frank Tallman) がレストアしていた機体が使用され、トールマン自身がスタントを行った。現在、この機体は国立アメリカ空軍博物館に展示されている。